# Vamdrup (stacja kolejowa)
Vamdrup (duń. Vamdrup Station) – stacja kolejowa w miejscowości Vamdrup, w regionie Dania Południowa, w Danii. Znajduje się na ważnej linii Fredericia – Flensburg i obsługuje pociągi wszystkich kategorii Danske Statsbaner i Deutsche Bahn.

## Linie kolejowe
- Linia Fredericia – Flensburg